# سیدنی چندلر
سیدنی چندلر (انگلیسی: Sydney Chandler؛ زاده ۱۳ فوریه ۱۹۹۶) یک بازیگر آمریکایی است.

## حرفه
در اکتبر ۲۰۲۰، چندلر برای بازی در نگران نباش عزیزم به کارگردانی اولیویا وایلد انتخاب شد. در ژانویه ۲۰۲۱، او در مینی سریال تپانچه از اف‌ایکس، سریالی دربارهٔ سکس پیستولز انتخاب شد. چندلر نقش کریسی هایند، بنیانگذار د پریتندرز را بازی خواهد کرد. او یادگرفت که چگونه آواز بخواند و گیتار بزند تا برای نقش آماده شود.
چندلر بعداً در سریال شکر از اپل تی‌وی پلاس در کنار کالین فارل ظاهر خواهد شد، و در می ۲۰۲۳ برای نقش اصلی بیگانه از نوآ هاولی انتخاب شد.

## زندگی شخصی
چندلر دختر بازیگر کایل چندلر است و در خارج از آستین، تگزاس بزرگ شده‌است. او در زمان تولید پیستول در لندن زندگی می‌کرد.

## فیلم‌شناسی

### فیلم
| سال  | عنوان            | نقش                      | یادداشت                    |
| ---- | ---------------- | ------------------------ | -------------------------- |
| ۲۰۱۶ | گلدن رات         | جید (بازیگر زن کافی شاپ) |                            |
| ۲۰۱۹ | عروس دریایی      | زن                       | فیلم کوتاه                 |
| ۲۰۲۲ | شیمی             | سندی                     | فیلم کوتاه؛ همچنین نویسنده |
| ۲۰۲۲ | نگران نباش عزیزم | وایلت                    |                            |

### تلویزیون
| سال  | عنوان      | نقش         | یادداشت                        |
| ---- | ---------- | ----------- | ------------------------------ |
| ۲۰۱۹ | اسکم آستین | ایو اولسن   | نقش تکرارشونده؛ ۷ قسمت (فصل ۲) |
| ۲۰۲۲ | تپانچه     | کریسی هایند | مینی سریال ۶ قسمتی             |
| ۲۰۲۴ | شوگر       |             |                                |
| ۲۰۲۵ | بیگانه     | وندی        | نقش اصلی                       |